# Уоткинс-Глен (деревня)
Уоткинс-Глен (англ. Watkins Glen) — посёлок в штате Нью-Йорк (США). В 2010 году проживали 1859 человек. Административный центр округа Скайлер.

## Географическое положение
По данным Бюро переписи населения США Уоткинс-Глен имеет площадь 5,8 квадратных километров. Расположен на пересечении дорог штата 14, 79 и 414.

## Население
| Год переписи | Нас. |  | %±     |
| ------------ | ---- |  | ------ |
| 1870         | 2039 |  | —      |
| 1880         | 2716 |  | 33,2%  |
| 1890         | 2604 |  | −4,1%  |
| 1900         | 2943 |  | 13%    |
| 1910         | 2817 |  | −4,3%  |
| 1920         | 2785 |  | −1,1%  |
| 1930         | 2956 |  | 6,1%   |
| 1940         | 2913 |  | −1,5%  |
| 1950         | 3052 |  | 4,8%   |
| 1960         | 2813 |  | −7,8%  |
| 1970         | 2716 |  | −3,4%  |
| 1980         | 2440 |  | −10,2% |
| 1990         | 2207 |  | −9,5%  |
| 2000         | 2149 |  | −2,6%  |
| 2010         | 1859 |  | −13,5% |
| 2016         | 1890 |  | 1,7%   |

По данным переписи 2010 года население Уоткинс-Глена составляло 1859 человек (из них 46,6 % мужчин и 53,4 % женщин), в городе было 873 домашних хозяйств и 442 семей. Расовый состав: белые — 96,2 %. 1,4 % имеют латиноамериканское происхождение.
Население деревни по возрастному диапазону по данным переписи 2010 года распределилось следующим образом: 20,2 % — жители младше 18 лет, 3,8 % — между 18 и 21 годами, 58,5 % — от 21 до 65 лет и 17,5 % — в возрасте 65 лет и старше. Средний возраст населения — 43,2 лет. На каждые 100 женщин в Уоткинс-Глене приходилось 87,2 мужчин, при этом на 100 совершеннолетних женщин приходилось уже 82,6 мужчин сопоставимого возраста.
Из 873 домашнего хозяйства 50,6 % представляли собой семьи: 33,7 % совместно проживающих супружеских пар (11,7 % с детьми младше 18 лет); 12,7 % — женщины, проживающие без мужей и 4,2 % — мужчины, проживающие без жён. 49,4 % не имели семьи. В среднем домашнее хозяйство ведут 2,09 человека, а средний размер семьи — 2,86 человека. В одиночестве проживали 42,4 % населения, 18,8 % составляли одинокие пожилые люди (старше 65 лет).

## Экономика
В 2017 году из 1583 человек старше 16 лет имели работу 932. При этом мужчины имели медианный доход в 58 333 долларов США в год против 33 068 долларов среднегодового дохода у женщин. В 2016 году медианный доход на семью оценивался в 58 906 $, на домашнее хозяйство — в 45 938 $. Доход на душу населения — 24 151 $ в год. 15,7 % от всего числа семей в Уоткинс-Глене и 19,3 % от всей численности населения находилось на момент переписи за чертой бедности.

## Достопримечательности
Уоткинс-Глен расположен на южном берегу озера Сенека, одного из ледниковых озер Фингер, расположенного в западной части штата Нью-Йорк. На окраине деревни начинается Государственный парк Уоткинс-Глен, популярный среди туристов из-за трассы в скалах над водопадом. Деревня также имеет международную известность как место проведения ралли: Уоткинс Глен Интернешнл Моторспорт Рэйсвей и Уоткинс Глен Гран При.
В Уоткинс-Глен располагается штаб-квартира и приют для сельскохозяйственных животных организации Farm Sanctuary. В интернете можно посмотреть видео, в том числе прямые трансляции из разных частей приюта.